# Utricularia warmingii
Utricularia warmingii är en tätörtsväxtart som beskrevs av Kamienski. Utricularia warmingii ingår i släktet bläddror, och familjen tätörtsväxter. Inga underarter finns listade i Catalogue of Life.